# Le Poiré-sur-Velluire
Le Poiré-sur-Velluire ist eine ehemalige französische Gemeinde im Département Vendée und heutige Commune déléguée in der Region Pays de la Loire; sie ist Teil des Arrondissements Fontenay-le-Comte und des Kantons Fontenay-le-Comte. Sie wurde mit Wirkung vom 1. Januar 2019 mit Velluire zur Commune nouvelle Les Velluire-sur-Vendée fusioniert. Die Einwohner werden Pérotins genannt.

## Geografie
Le Poiré-sur-Velluire liegt etwa 23 Kilometer westnordwestlich von Niort und etwa 41 Kilometer ostsüdöstlich von La Roche-sur-Yon. Der Fluss Vendée begrenzt die Gemeinde im Osten. Umgeben wird Le Poiré-sur-Velluire von den Ortschaften Le Langon im Norden und Westen, Auzay im Norden und Nordosten, Chaix im Nordosten, Velluire im Osten und Südosten sowie La Taillée im Süden.

## Bevölkerungsentwicklung
| Jahr                      | 1962 | 1968 | 1975 | 1982 | 1990 | 1999 | 2006 | 2013 |
| Einwohner                 | 739  | 712  | 728  | 693  | 666  | 633  | 631  | 650  |
| Quelle: Cassini und INSEE |      |      |      |      |      |      |      |      |

## Sehenswürdigkeiten
- Kirche Saint-Nicolas
- Schloss, ursprünglich Burg aus dem 12. Jahrhundert, Ende des 16. Jahrhunderts umgebaut

Siehe auch: Liste der Monuments historiques in Les Velluire-sur-Vendée

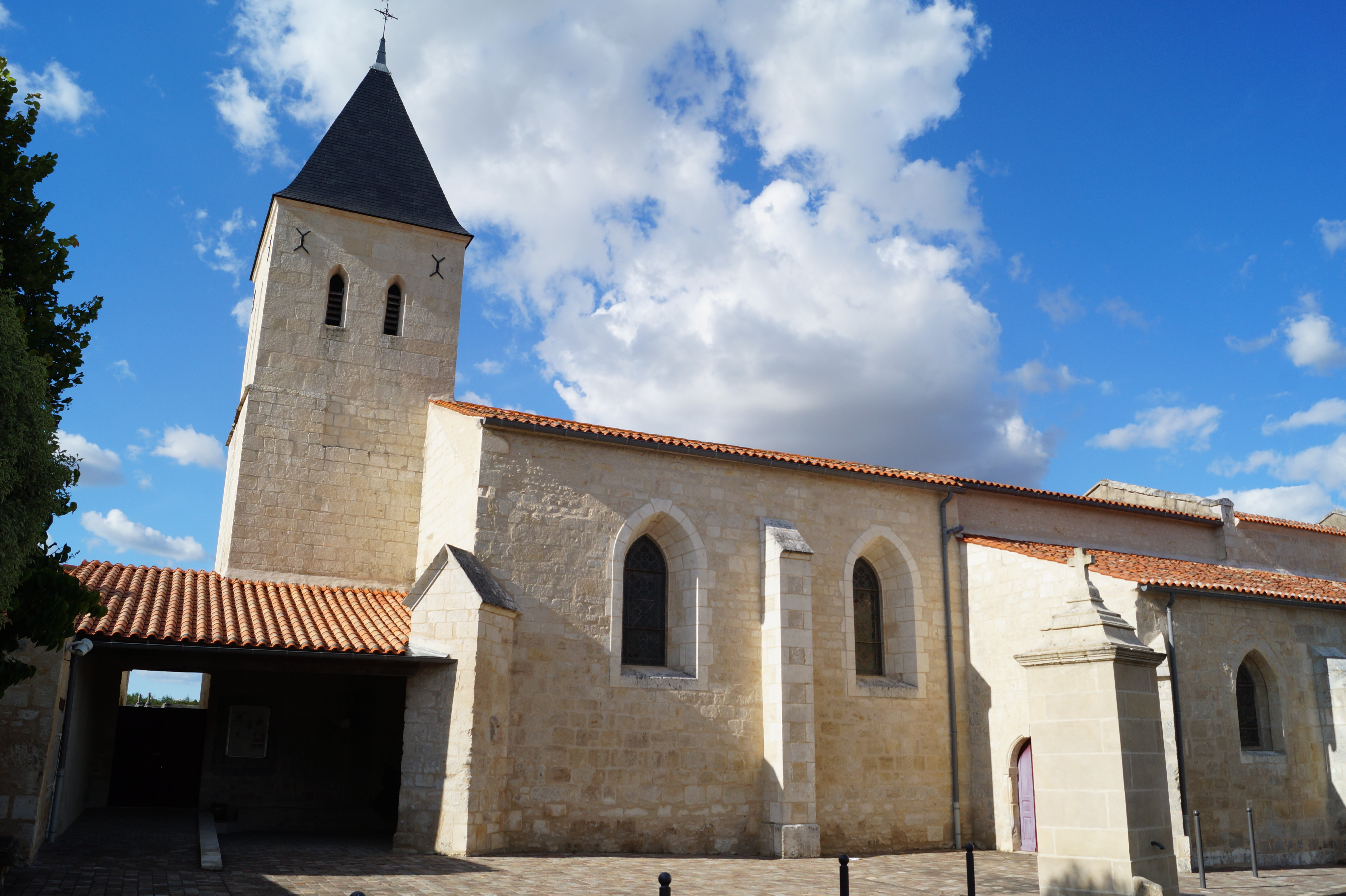
Kirche Saint-Nicolas
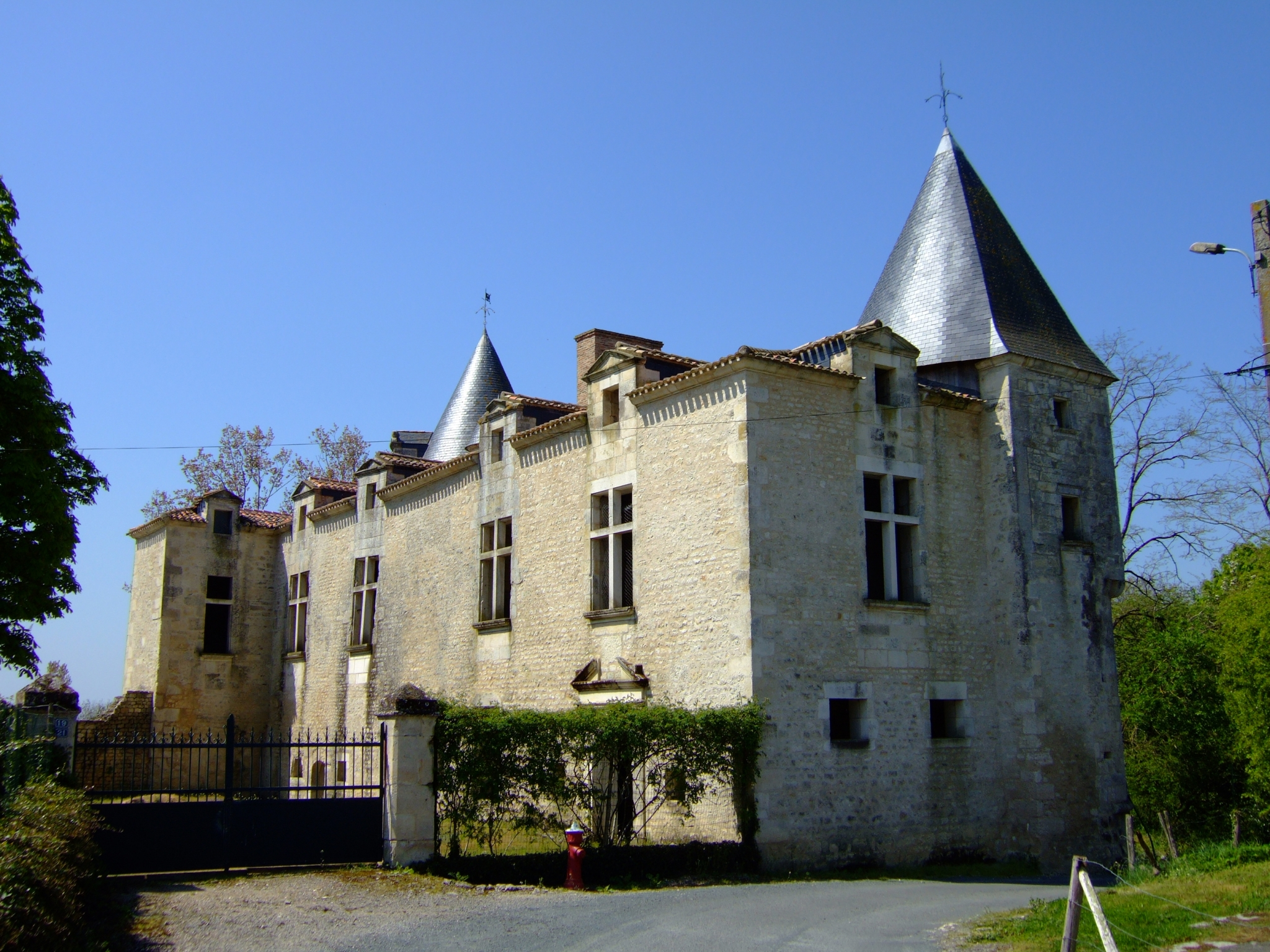
Schloss von Le Poiré-sur-Velluire
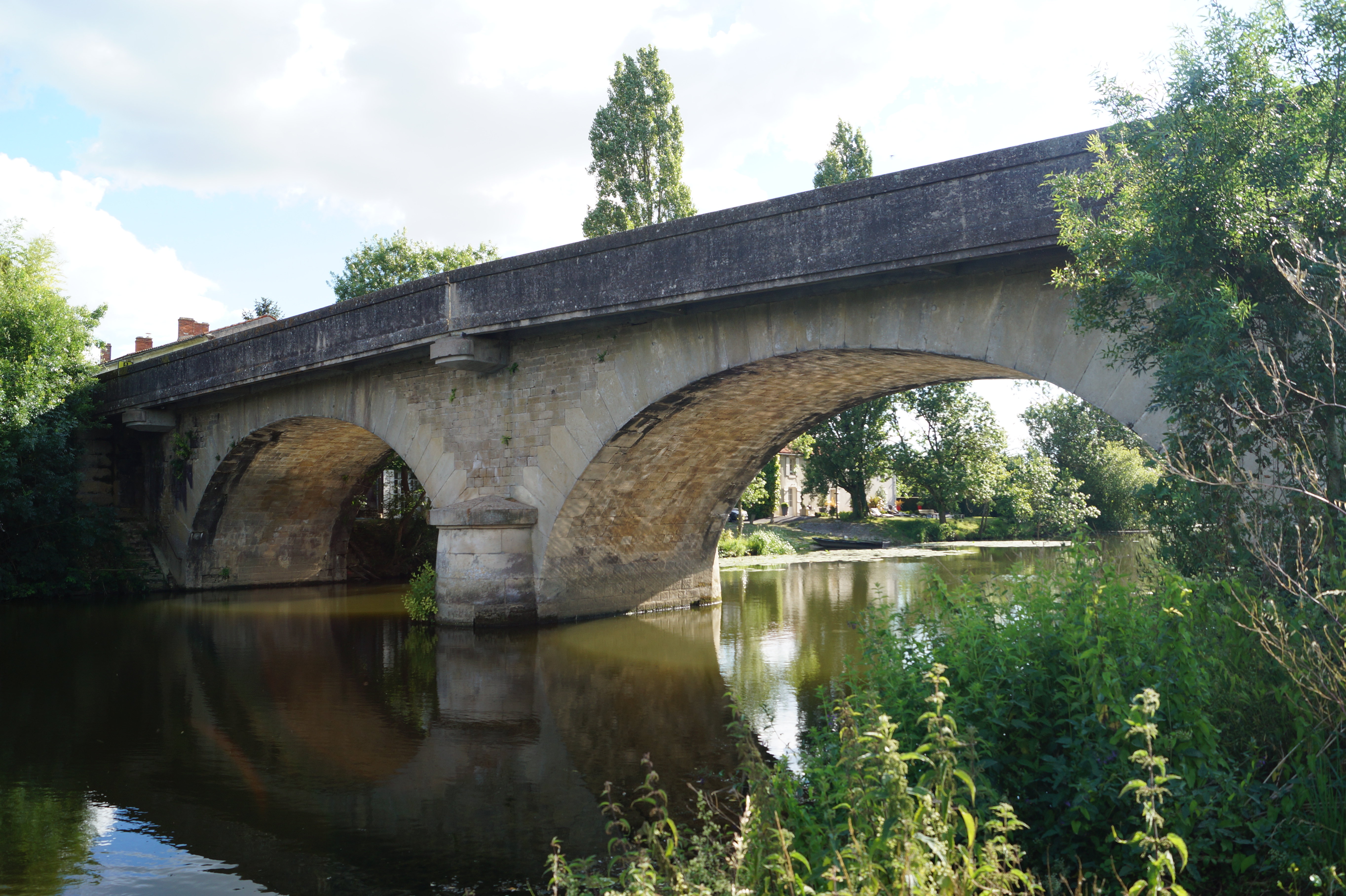
Brücke über die Vendée